# Daniel Iversen
Daniel Lønne Iversen (Gørding, 19 de julio de 1997) es un futbolista danés que juega de portero en el Preston North End F. C. de la EFL Championship.

## Trayectoria
Comenzó en la academia en Gørding LIF, luego de lo cual se unió al club más grande de la región, Esbjerg fB cuando tenía 12 años. Se mudó al club inglés Leicester City F. C. en enero de 2016, firmando un contrato hasta junio de 2019.
Trasladado en calidad de préstamo al Oldham Athletic A. F. C. en julio de 2018, el mismo día que firmó un nuevo contrato de cuatro años con el Leicester. Hizo su debut profesional el primer día de la temporada 2018-19, comenzando el partido contra el Milton Keynes Dons F. C. Ayudó al Oldham a vencer al Fulham F. C. en la FA Cup, salvando un penalti tardío en la victoria por 2-1. Pasaría a hacer 49 apariciones en todas las competiciones para Los Laticos.
En julio de 2019 se mudó al Rotherham United F. C. en préstamo por una temporada. Hizo su debut en Rotherham el 3 de agosto de 2019, en una victoria por 2-1 sobre el A. F. C. Wimbledon.
En agosto de 2020 se unió al Oud-Heverlee Leuven cedido por una temporada. Fue titular en cinco partidos antes de sufrir una lesión en la cadera en el partido contra K. V. Oostende. Tras su regreso de una lesión, se convirtió en el portero de segunda elección detrás de Rafael Romo, lo que resultó en la rescisión de su préstamo el 7 de enero de 2021, permitiéndole mudarse cedido al club inglés Preston North End F. C. ese mismo día. Regresó a Preston North End para un segundo período de préstamo en agosto de 2021. Fue nombrado Jugador del año del equipo de Lancashire en 2021-22.
Hizo su debut con el Leicester (después de seis años con el club) el 23 de agosto de 2022 en un partido de la Copa de la Liga contra el Stockport County F. C.; salvó tres penaltis en la tanda de penaltis y fue calificado de "héroe". Su desempeño fue elogiado por el entrenador de Leicester Brendan Rodgers. Con el club en los últimos puestos de la tabla y el desempeño de Ward en los palos, realizó su debut en la Premier League en un empate 1-1 contra el Brentford F. C. el 18 de marzo de 2023. Se afianzaría en el arco hasta el final de la temporada con actuaciones destacadas, sin embargo el club terminaría en puestos de descenso directo. Con la llegada de Stolarczyk y Hermansen quedaría relegado en la plantilla hasta su posterior partida.
Finalmente sin lugar en el club, el 5 de enero de 2024 arribó al Stoke City F. C. cedido a préstamo hasta el final de la temporada. Hizo su debut el día siguiente en un partido de la FA Cup contra el Brighton & Hove Albion F. C.
En mayo de 2025 se anunció su regreso al Preston North End el siguiente 1 de julio una vez expirara su contrato con el Leicester City.

## Selección nacional
Ha representado a Dinamarca en los niveles internacionales juveniles desde la sub-16 hasta la sub-21. Fue llamado a la sub-21 para la Eurocopa Sub-21 de 2019, jugó los tres partidos de Dinamarca y detuvo un penalti en la victoria por 3-1 contra Austria. En septiembre de 2019 recibió su primera convocatoria a la selección absoluta de Dinamarca para los partidos de clasificación para la Eurocopa 2020 contra Gibraltar y Georgia.

## Estadísticas

### Clubes
Actualizado al último partido disputado el 4 de mayo de 2024.
| Oldham Athletic A. F. C. Inglaterra   | 4.ª           | 2018-19       | 42  | 55  | 7  | 10 | — | — | 49  | 65  |
| Oldham Athletic A. F. C. Inglaterra   | Total club    | Total club    | 42  | 55  | 7  | 10 | 0 | 0 | 49  | 65  |
| Rotherham United F. C. Inglaterra     | 3.ª           | 2019-20       | 34  | 36  | 4  | 8  | — | — | 38  | 44  |
| Rotherham United F. C. Inglaterra     | Total club    | Total club    | 34  | 36  | 4  | 8  | 0 | 0 | 38  | 44  |
| Oud-Heverlee Leuven · Bélgica         | 1.ª           | 2020-21       | 5   | 6   | 0  | 0  | — | — | 5   | 6   |
| Oud-Heverlee Leuven · Bélgica         | Total club    | Total club    | 5   | 6   | 0  | 0  | 0 | 0 | 5   | 6   |
| Preston North End F. C. Inglaterra    | 1.ª           | 2020-21       | 23  | 25  | —  | —  | — | — | 23  | 25  |
| Preston North End F. C. Inglaterra    | 1.ª           | 2021-22       | 46  | 56  | 2  | 2  | — | — | 48  | 58  |
| Preston North End F. C. Inglaterra    | Total club    | Total club    | 69  | 81  | 2  | 2  | 0 | 0 | 71  | 83  |
| Leicester City F. C. Inglaterra       | 1.ª           | 2022-23       | 12  | 22  | 5  | 2  | — | — | 17  | 24  |
| Stoke City F. C. Inglaterra           | 2.ª           | 2023-24       | 18  | 22  | 1  | 4  | — | — | 1   | 4   |
| Stoke City F. C. Inglaterra           | Total club    | Total club    | 18  | 22  | 1  | 4  | 0 | 0 | 19  | 26  |
| Leicester City F. C. Inglaterra       | 1.ª           | 2024-24       | 0   | 0   | 0  | 0  | — | — | 0   | 0   |
| Leicester City F. C. Inglaterra       | Total club    | Total club    | 12  | 22  | 5  | 2  | 0 | 0 | 17  | 24  |
| Total carrera                         | Total carrera | Total carrera | 181 | 222 | 19 | 26 | 0 | 0 | 181 | 226 |
| (1) Hace referencia a goles encajados |               |               |     |     |    |    |   |   |     |     |